# Constantijn Theodoor van Lynden van Sandenburg
Constantijn Theodoor van Lynden van Sandenburg (ur. 24 lutego 1826 w Utrechcie, zm. 8 listopada 1885 w Neerlangbroek) – holenderski polityk, premier Holandii od 20 sierpnia 1879 do 23 kwietnia 1883.

## Życiorys
Constantijn Theodoor van Lynden van Sandenburg urodził się w Utrechcie 24 lutego 1826 roku. Początkowo pracował jako prawnik w rodzinnym mieście, później rozpoczął karierę polityczną, zostając radnym Langbroek. W latach 1856–1868 był zastępcą sędziego okręgowego w Utrechcie, jednocześnie w latach 1860–1868 będąc członkiem rady prowincji Utrecht. Od 7 sierpnia do 1 października 1866 po raz pierwszy zasiadał w Tweede Kamer. Od 19 listopada tegoż roku do 3 stycznia 1868 ponownie był członkiem Tweede Kamer. Od 15 stycznia do 3 czerwca 1868 pełnił funkcję ministra spraw kościelnych. Od 20 września 1869 do 18 września 1871 i od 17 października 1871 do 26 sierpnia 1874 po raz kolejny zasiadał w Tweede Kamer. 27 sierpnia 1874 został ministrem sprawiedliwości, którym był do 3 listopada 1877. Od 19 sierpnia 1879 do 15 września 1881 pełnił funkcję ministra spraw zagranicznych. Od 20 sierpnia 1879 do 23 kwietnia 1883 sprawował funkcję premiera Holandii. Od 13 czerwca do 15 września 1881 tymczasowo pełnił funkcję ministra finansów, a później do 21 kwietnia 1883 był ministrem finansów. Od 18 września 1883 do 11 października 1884 i od 17 listopada 1884 do śmierci był członkiem Eerste Kamer. Zmarł 8 listopada 1885 w Neerlangbroek, a pochowany został pięć dni później w tym samym mieście.

## Odznaczenia
- Order Lwa Niderlandzkiego III klasy (12 maja 1874)
- Order Lwa Niderlandzkiego I klasy (czerwiec 1877)

## Życie prywatne
Syn Frederika Augusta Alexandra Carela van Lynden van Sandenburga i Anny Wilhelminy van Spaen. Miał dwie starsze siostry i trzech braci przyrodnich.
Był dwukrotnie żonaty. 21 maja 1852 poślubił Elisabeth Machteline van Persijn, której mężem był do śmierci małżonki 17 marca 1865. 4 czerwca 1868 w De Bilt wziął ślub z Wilhelminą Elizabeth Charlottą van Boetzelaer, z którą miał syna.